# Raphael Vago

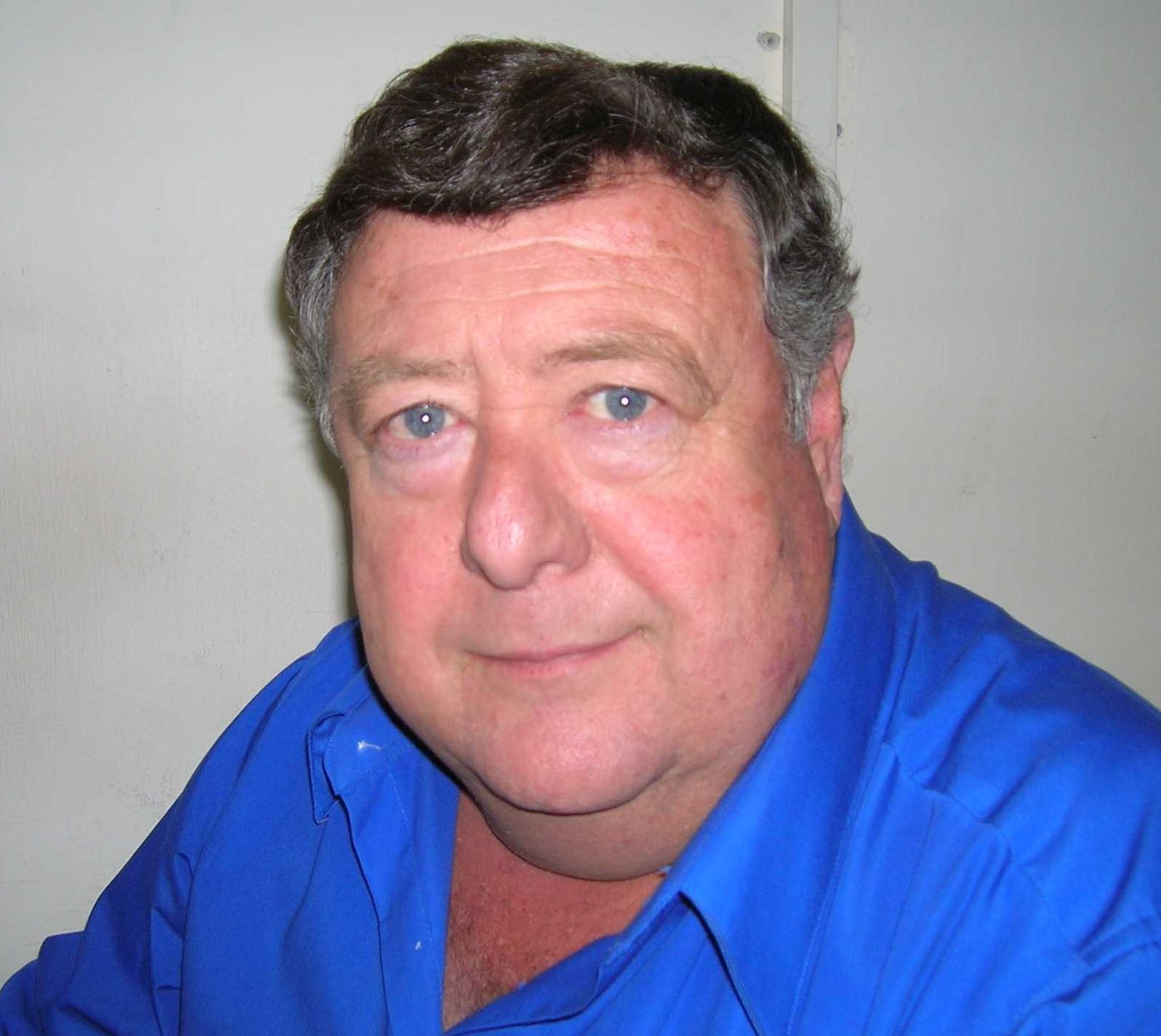
Raphael Vago

Raphael Vago (geboren 1946 in Cluj, Rumänien) ist ein rumänisch-israelischer Historiker und Antisemitismusforscher.

## Leben
Raphael Vagos Familie wanderte 1958 aus Rumänien nach Israel aus. Er studierte dort Politische Wissenschaften an der Universität Haifa und Osteuropäische Geschichte an der Universität Tel Aviv. Er wurde
1981 mit einer Arbeit über die rumänisch-ungarischen Beziehungen seit Ende des Zweiten Weltkriegs promoviert.
An der Universität Tel Aviv gründete Vago ein Forschungszentrum zu Osteuropa, das er von 1982 bis 1986 leitete.
Er arbeitet zu den Themen europäische Integration, Minderheiten in Europa, Holocaust und moderner Antisemitismus.
Vago ist Herausgeber der englischen Übersetzung einer vierbändigen Geschichte der Juden in Rumänien (2005).

## Schriften (Auswahl)
- The communization of Jewish political life in Romania, 1944–1949. In: Slavic and Soviet series, Bd. 2 (1977), 1, S. 49–67
- mit Thomas Spira; Leslie László: Minorities and minority affairs in Hungary, 1935–1980. Hungarian Studies Review. Vol. 11. No 1. (Spring 1984).
- The grandchildren of Trianon : Hungary and the Hungarian minority in the communist states. Boulder : East European Monographs, 1989
- The East European radical right and European integration. Minneapolis : Institute of International Studies, College of Liberal Arts, 1991
- The traditions of antisemitism in Romania. Aufsatz. Tel Aviv : Tel Aviv University, 1992
- Anti-Semitism in Romania : 1989–1992. Aufsatz. Tel Aviv Univ., Fac. of Humanities, 1995
- The missing minority : the Jews in the western historiography of Transylvania. Cluj-Napoca : Gloria Publ. House, 1998 [Sonderdruck]
- Anti-Semitism and Politics in Post-Communist Central and Eastern Europe. In: (Mhrsg.): Antisemitism at the end of the 20th century. Bratislava : SNM--Muzeum židovskej kultúry, 2002. S. 14–22
- Pilgrim's progress through Holocaust negationism. In: East European Jewish affairs. ISSN 0038-545X. Bd. 33.2003, H. 1, S. 133–135
- (Mhrsg.): The history of the Jews in Romania. Übersetzung aus dem Hebräischen. 4 Bände. Tel Aviv : Tel Aviv University. The Goldstein-Goren Diaspora Research Center, 2005ff.
- From the Periphery to the Center : The Holocaust in Hungary and Israeli Historiography. In: The Holocaust in Hungary. 2006, S. 315–333
- (Mhrsg.): The Roma a minority in Europe : historical, political and social perspectives. Budapest : Central European University Press, 2007
- Rezension: Paul A. Hanebrink: In defense of Christian Hungary. Ithaca, NY  : Cornell Univ. Press. 2006. In: The Slavonic and East European review. ISSN 0037-6795. Bd. 87.2009, H. 1, S. 139–141
- Rezension: Andrei Oișteanu: Inventing the Jew. Lincoln : Univ. of Nebraska Press, 2009.  In: Visualizing and exhibiting Jewish space and history. 2012, S. 304–307
- The Holocaust : between collective amnesia and collective memory ; the case of Hungary and Romania. In: The Holocaust (2014), S. 48–58